# Târgu Bujor
Târgu Bujor es una ciudad con estatus de oraș de Rumania en el distrito de Galați.

## Geografía
Se encuentra a una altitud de 47 m s. n. m. a 308 km de la capital, Bucarest.

## Demografía
Según estimación 2012 contaba con una población de 7 709 habitantes.
| 1948 | 1956 | 1966 | 1977  | 1992  | 2002  | 2012  |
| s/d  | s/d  | s/d  | 7 583 | 7 965 | 7 486 | 7 709 |